# 202 Pułk Piechoty (1920)
202 ochotniczy pułk piechoty (202 pp) – oddział piechoty Wojska Polskiego w II Rzeczypospolitej okresu wojny polsko-bolszewickiej.

## Formowanie i zmiany organizacyjne
202 ochotniczy pułk piechoty został utworzony w kilku miastach. W Warszawie sformowano I batalion, a w Zamościu II batalion. W połowie sierpnia z pozostałości lidzkiego pułku strzelców, który po poniesieniu dużych strat został wycofany na tyły celem uzupełnienia, odpoczynku i reorganizacji, sformowano III batalion. Z uwagi na dużą liczbę harcerzy w szeregach pułku nazwano go „harcerskim”.
28 sierpnia w Mławie został rozformowany 263 pułk piechoty, a jego żołnierzy wcielono między innymi do 202 pułku piechoty.